# Nouveau Parti démocratique (Albanie)
Pour les articles homonymes, voir Nouveau Parti démocratique (homonymie).
Le Nouveau Parti démocratique (en albanais, Partia Demokrate e Re, PDR) est un parti politique albanais de type conservateur, membre observateur du Parti populaire européen.
Il a obtenu 5,1 % des voix et 6 députés lors des élections de 2001.